# Гребенюков, Николай Александрович
Николай Александрович Гребенюков (1925 — ?) — бригадир слесарей Джамбулского сахарного комбината Министерства пищевой промышленности Казахской ССР, Герой Социалистического Труда (17.01.1974).
Родился в 1925 г. в г. Чимкент Южно-Казахстанской области.
В 1944—1950 гг. служил в армии, участник войны (71-й артиллерийский полк).
После демобилизации работал слесарем, бригадиром слесарей Джамбулского сахарного комбината.
Его бригада неоднократно являлась победителем социалистического соревнования и награждалась переходящими Красными знамёнами.
Герой Социалистического Труда (17.01.1974). Награждён орденом Отечественной войны II степени (06.04.1985).
Почётный гражданин города Джамбул (Тараз) (1989).
Умер не ранее 2010 года.